# Пиеве Лигуре
Пиѐве Лѝгуре (на италиански: Pieve Ligure; на лигурски: Ceive, Чейве) е малко морско курортно градче и община в Северна Италия, провинция Генуа, регион Лигурия. Разположено е на брега на Лигурско море, на лигурското Източно крайбрежие. Населението на общината е 2578 души (към 2011 г.).